# Центральная мечеть Нальчика
Центра́льная мече́ть На́льчика (кабард.-черк. Налшык и курыт мэжджыт, карач.-балк. Налчыкъ орта межгит) — главная соборная джума-мечеть города Нальчик в республике Кабардино-Балкария.

## Расположение
Мечеть расположена в одном из городских скверов, на пересечении проспекта Шогенцукова и улицы Осетинской. Официальный адрес мечети — проспект Шогенцукова, 41.

## Строительство
Эскизный проект мечети принадлежит архитектору Андрею Асанову. Его работа была отобрана в конкурсе, проведенном администрацией города Нальчика совместно с Кабардино-Балкарской организацией Союза архитекторов России.
Строительство новой мечети города Нальчик началось в начале 2000 года на месте бывшего кинотеатра «Юность». При строительстве внутренней и внешней отделки в основном были использованы местный камень и искусственные материалы, имитирующие камень. Официально открыта 20 мая 2004 года.

## Характеристика
Мечеть носит ярко выраженный региональный характер. Здание построено строго симметричным моноблоком. Два минарета высотой около 30 метров визируют главный вход.
Квадратное на уровне первого этажа здание, на втором этаже трансформируется в восьмигранник, центральная часть которого венчается куполом. Высота здания до вершины купола составляет 21 метр. Общая площадь сооружения 1700 квадратных метров.
Главный фасад в соответствии с градостроительными нормами расположен параллельно улице Шогенцукова, при этом он оказался под углом 45 градусов по направлению к Мекке. Но по исламскому канону молельный зал должен быть развернут в сторону Мекки, и это условие было выполнено благодаря переориентированию второго этажа.
Предусмотрено два входа в мечеть — главный вход со стороны улицы Шогенцукова для персонала Духовного управления, и со стороны сквера вход для прихожан. К вестибюлю главного входа примыкают два блока помещений отдельно для мужчин и женщин, включающие холл-гардероб и комнату для омовения.
В мечети два молельных зала. Мужская — расположенная на втором этаже, и женская — расположенная на заднем левом углу первого этажа.
Также в соборной мечети располагается Духовное управление мусульман Кабардино-Балкарии (ДУМ КБР).

## Фотоалерея

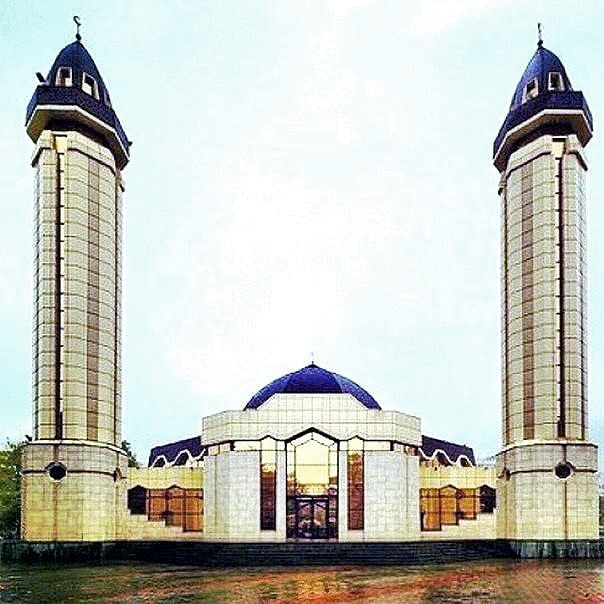
Главный вход в мечеть
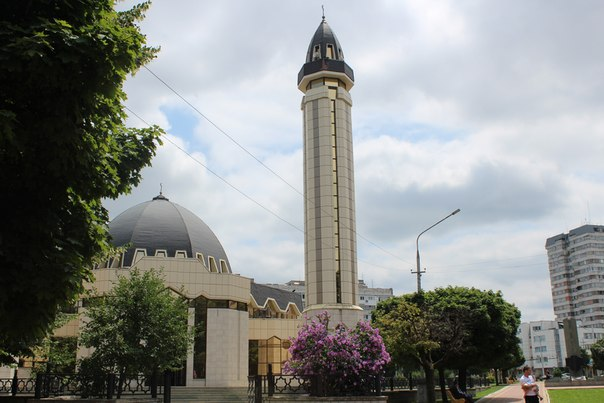
Вход  в мечеть с задней стороны
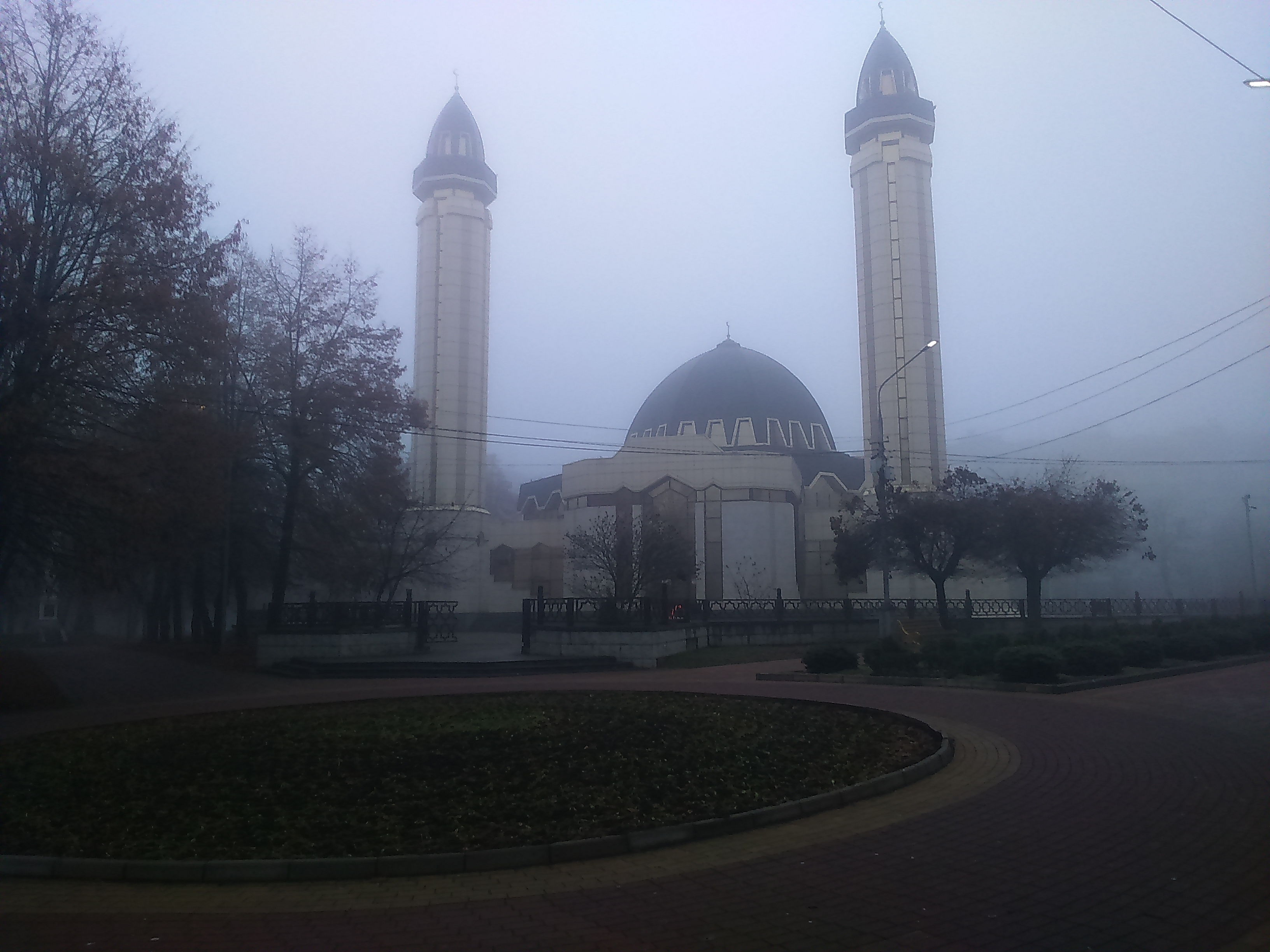
Мечеть в позднюю осень
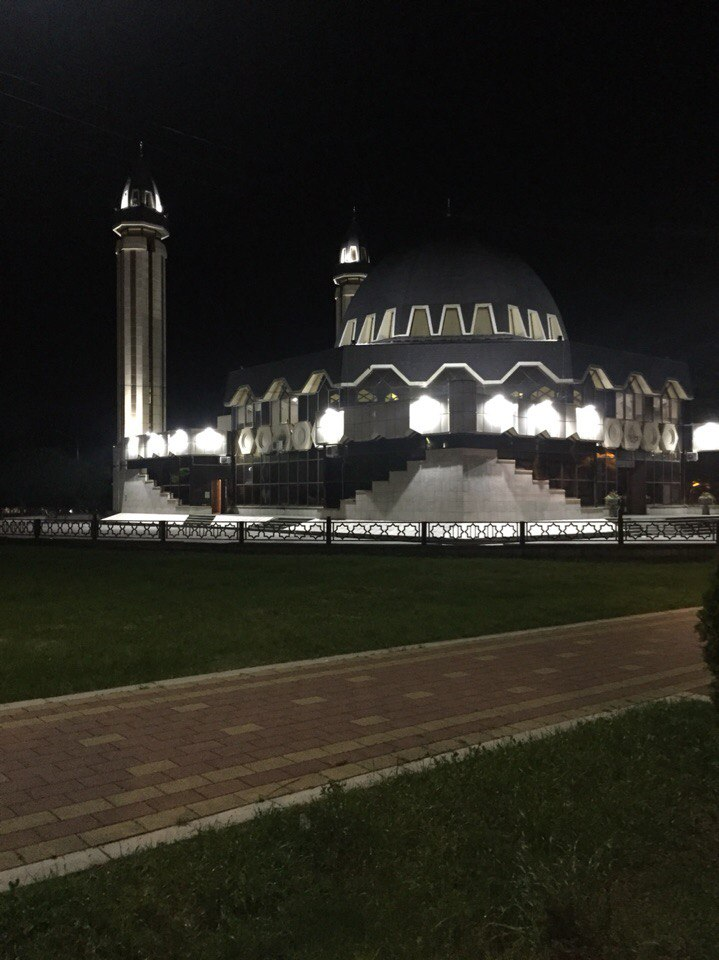
Вид на мечеть ночью